# Dennis Dagger
O Dennis Dagger é um caminhão de bombeiros produzido pela Dennis Specialist Vehicles (hoje conhecida como Alexander Dennis), o veículo possui materiais de combate ao incêndio com escada, bomba de pressão para água, machados, capacetes e uniformes.